# Білецьківка
Біле́цьківка — село в Україні, у Кам'янопотоківській сільській громаді Кременчуцького району Полтавської області. Населення становить 1915 осіб. Колишній центр Білецьківської сільської ради.

## Географія

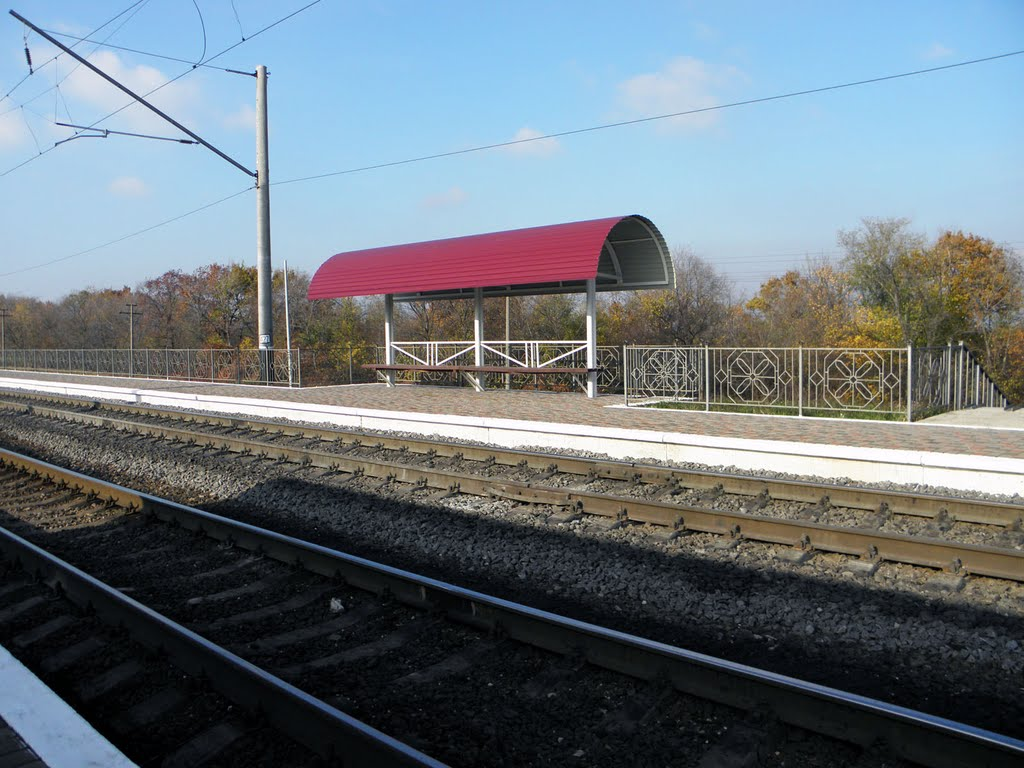
Зупинний пункт «Білецьківка»

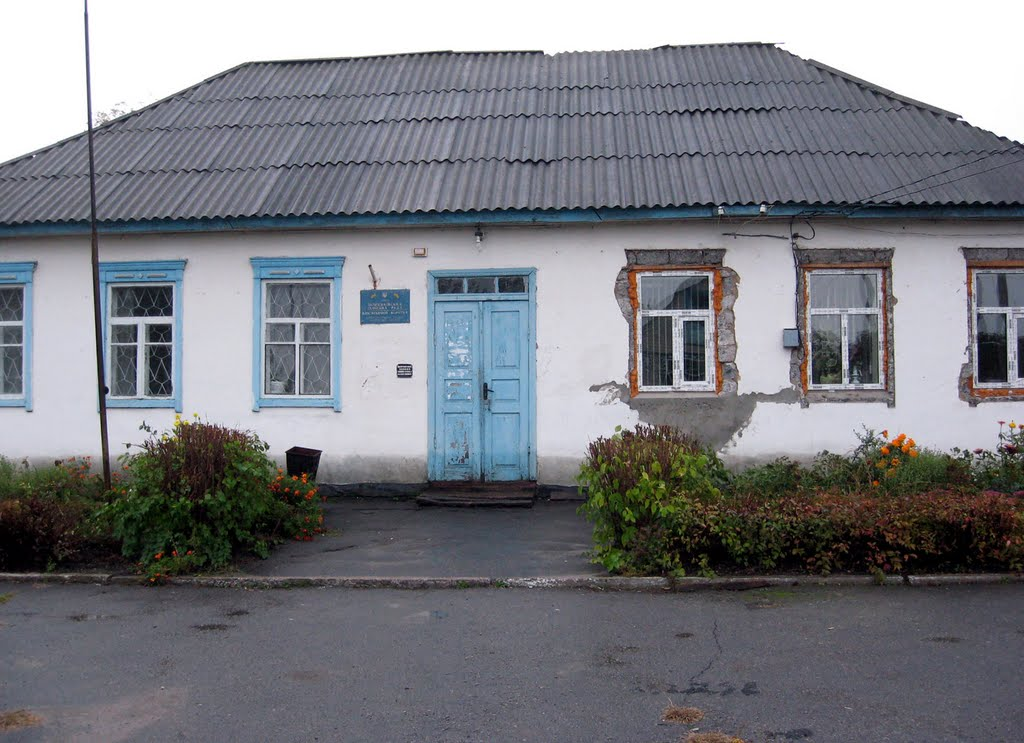
Білецьківська сільська рада

Село Білецьківка знаходиться за 3 км від плавнів правого берега річки Дніпро, вище за течією на відстані 1 км розташоване село Новоселівка, нижче за течією примикає село Підгірне. Поруч проходять автомобільні дороги М22 (E584), Р10 і залізниця, розташовані зупинні пункти Білецьківка, Платформа 3 км та Платформа 270 км.

## Походження назви та історія
Назва Білецьківка, імовірно, походить від прізвища запорозького кошового отамана Івана Білецького, який розпочав свою кар'єру у 1730-х рр.

### За часів Російської імперії
Село існувало вже на 1725 рік, 1740 рік селом володіє кременчуцький сотник Миргородського полку. У 1753 році село входило до складу щойно створеного Новослобідського полку, з 1764 року до складу Новоросійської губернії. У 1802 році Білецьківка була підпорядкована до складу Миколаївської губернії, а через рік у 1803 — до складу Херсонської. В селі була церква і церковно-парафіяльна школа.
Станом на 1886 рік у селі Браїлівської волості Олександрійського повіту Херсонської губернії мешкало 647 осіб, налічувалось 140 дворових господарств, існувала православна церква, у 1878 році відкрито церковно-приходську школу

### Голодомор 1932-33 років
Під час Голодомору 1932-33 років загинуло 52 людини.

### Друга Світова Війна
В часи Другої Світової Війни (в 1942 - 1943 роках) на території села діяла підпільна комуністична організація "Набат" що боролася з німецько-фашиською окупацією. 

## Населення

### Мова
Розподіл населення за рідною мовою за даними перепису 2001 року:
| Мова            | Кількість | Відсоток |
| --------------- | --------- | -------- |
| українська      | 1812      | 94.62%   |
| російська       | 99        | 5.17%    |
| білоруська      | 1         | 0.05%    |
| вірменська      | 1         | 0.05%    |
| інші/не вказали | 2         | 0.11%    |
| Усього          | 1915      | 100%     |

## Економіка та соціальна сфера
На території Білецьківки діє молочно-товарна ферма.
У Білецьківці розташований навчально-виховний комплекс, дитячий садок «Журавушка».

## Визначні пам'ятки

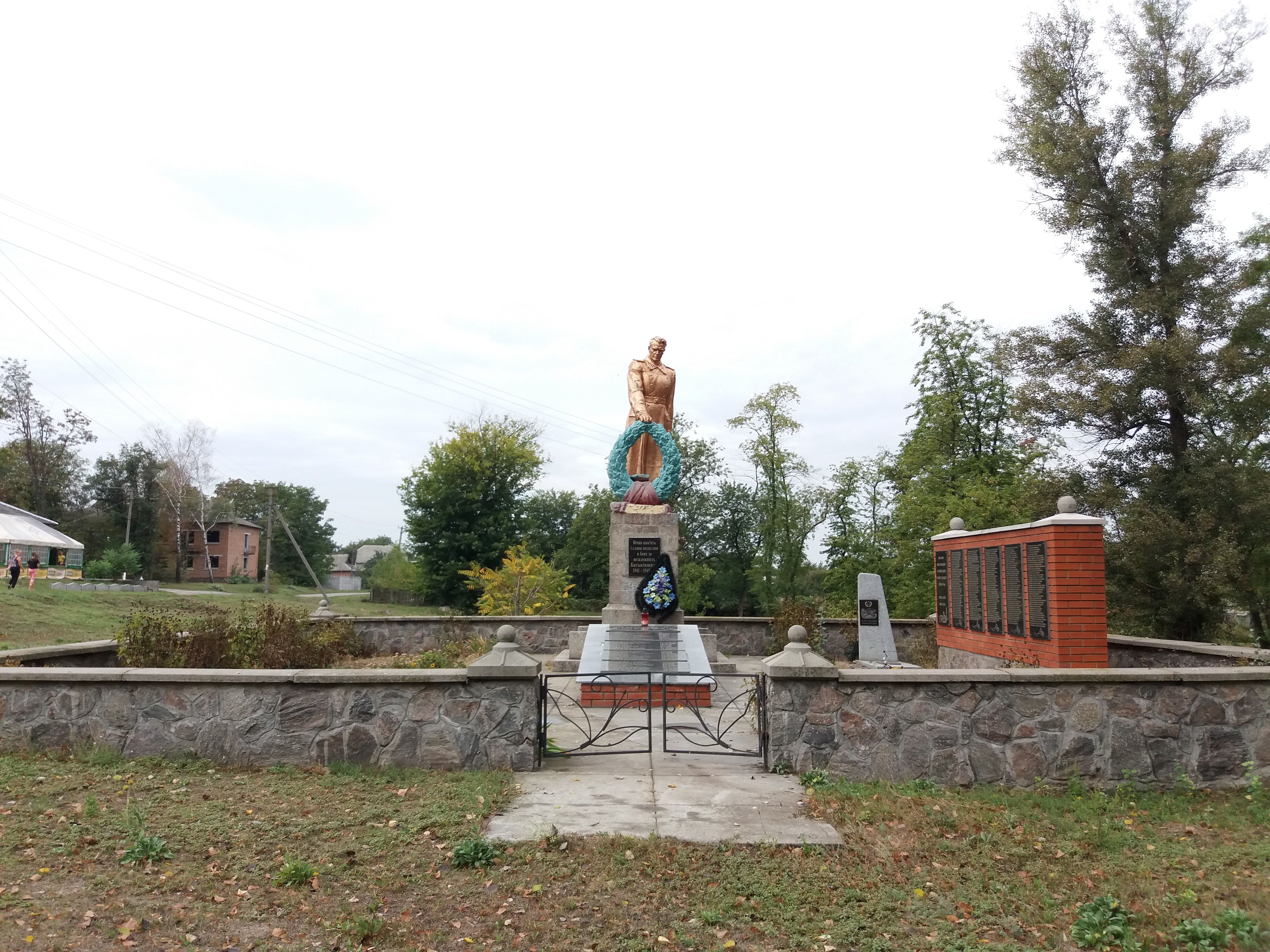
Братська могила радянських воїнів та пам'ятний знак полеглим воїнам-землякам

- Білецьківські плавні — ландшафтний заказник загальнодержавного значення.
- Братська могила радянських воїнів.

## Відомі люди

### Народились
- Чорновол Василь Семенович — радянський діяч, нарком комунального господарства УРСР, нарком державного контролю УРСР. Член Ревізійної Комісії КП(б)У в травні 1940 — січні 1949 р.